# Raión de Dykanski
Dykanski (en ucraniano: Диканський район) es un raión o distrito de Ucrania en el óblast de Poltava. 
Comprende una superficie de 700 km².
La capital es la ciudad de Dykanski.

## Demografía
Según estimación 2010 contaba con una población total de 19713 habitantes.

## Otros datos
El código KOATUU es 5321000000. El código postal 38500 y el prefijo telefónico +380 5331.